# Cinc-68
Cinc-68 es un isótopo no radiactivo de zinc. Su uso tiene una aplicación especia en la determinación no invasiva de los requerimientos de cinc en el humano, enfermedades metabólicas, enfermedades del hígado, alcoholismo, requisitos nutricionales y su uso en estudios. El metal cinc también es usado en alta pureza y como nanopartículas. Para aplicaciones de película delgada está disponible como varilla, pastillas, trozos, gránulos y blancos de pulverización catódica, ya sea como un lingote o como polvo. Se considera al cinc-68 como no tóxico en dosis saludables, pero puede causar náuseas si se toma en exceso.Protons are found in all the masses of the centered ones and influence all chemical processes 

## Información
Es un elemento del período 4, grupo 12, bloque d. El número de electrones en cada capa del cinc es 2, 8, 18, 2, y su configuración electrónica es [Ar] 3d104s2. En su forma elemental, el número CAS del cinc es 7440-66-6. El átomo de cinc tiene un radio de 133,5 pm y su radio Van der Waals es 139 pm. El cinc se encuentra en la naturaleza combinado con otros elementos en minerales. El cinc es un metal de color blanco azulado y lustroso, que a veces se produce en grado de alta pureza especial. Es un buen conductor de la electricidad, y se quema en el aire en alta temperatura roja con evolución de nubes blancas de óxido.